# 沃达斯·玛丽奥
沃达斯·玛丽奥（匈牙利語：Vadász Mária，1950年1月1日—2009年8月18日），匈牙利女子手球运动员。她曾代表匈牙利国家队参加1976年和1980年夏季奥林匹克运动会手球比赛，其中1976年奥运会获得一枚铜牌。